# Osmundsberg
Osmundsberg är en numera huvudsakligen försvunnen by i Boda socken i Rättviks kommun, belägen på Osmundsberget.
Byn skall enligt en gammal sägen fått namn efter jätten Osmund, som var den förste att slå sig ned här, och blandat sig med befolkningen, som enligt traditionen skall ha varit uppblandad med jätte- eller trollsläkt. Bynamnet skrevs 1549 Åsmundsbergh. Jordmånen i byn var genom den höga kalkhalten god och hela berget skall vid mitten av 1700-talet varit uppodlat. I början av 1900-talet gjordes försök med veteodling som inte blev framgångsrikt. Osmundsberg bestod i början av 1900-talet av tolv gårdar. Vid en stor brand på 1810-talet förstördes sex eller sju av byns gårdar, och de gamla ryggåsstugorna ersattes då av nyare byggnader. På 1830-talet bodde 92 personer i byn, det hade på 1880-talet ökat till 123, trots en ganska stor utvandring, från byn emigrerade 1866–1905 23 personer till USA. Skogen i byn var samfälld fram till laga skifte 1871, men enligt tradition bibehölls fritt skogsbete. 1947 fanns åtta gårdar och en avstyckad fastighet i byn.
Vid sidan av jordbruket bedrevs även småskalig kalkbränning av byborna, den upphörde dock helt 1910 sedan industriella företag konkurrerat ut den småskaliga kalkutvinningen, 1930 började AB Boda att bryta kalk på Norra sidan av Osmundberget. 1946 började Stora Kopparbergs bergslags AB planera ett stort kalkverk vid Österängarna i Rättvik. Osmundsberget utgjorde en utmärkt källa, men då alla byns gårdar var placerade ovanpå kalkfyndigheten måste först alla gårdarna köpas upp och avhysas. De flesta byinnevånare var positiva till att sälja sina gårdar. Lönsamheten på dessa småjordbruk var liten och många hade redan sedan början av 1900-talet lämnat bygden. Genom det komplicerade ägandet blev köpet av jorden invecklat och först mellan 1949 och 1954 avslutades köpekontrakten. Kritik kom i stället från kulturarbetare som John Nihlén och Gerda Boëthius. Kritiken kom dock leda till att Stora beviljade Nordiska museet stöd för att genomföra en bydokumentation innan byn avhystes. Alla byar kom dock inte att avhysas. Fräs- eller Persgården låg utanför brytningsområdet och stannade kvar i de gamla ägarnas händer och fick genom ägobyten sina ägor samlade. Matssonsgården klarade sig också, och Röjåsgårdens byggnader blev kvar även om dess ägor exploaterades. De flesta fick även rätt att stanna kvar på sina gårdar så länge det fanns möjlighet. Kalkverket vid Österängarna uppfördes 1952–1954, och 28 oktober 1954 skedde den första storskottssprängningen för pallbrytning, och i november 1954 startade kalkbränningen. Den sista av byns innevånare lämnade sina gårdar 1958.